# West Burlington (Iowa)
Pour les articles homonymes, voir West Burlington.
West Burlington est une ville du comté de Des Moines, en Iowa, aux États-Unis. Elle est incorporée le 15 décembre 1883.

## Source de la traduction
- (en) Cet article est partiellement ou en totalité issu de l’article de Wikipédia en anglais intitulé « West Burlington, Iowa » (voir la liste des auteurs).